# Софийская первая летопись
Софийская первая летопись (CIЛ, С1Л) — русская летопись, доведённая до 1418 года и составившая основу всех общерусских летописей второй половины XV — начала XVI века. Наряду с Новгородской четвёртой летописью (Н4Л) восходит к их общему источнику, который А. А. Шахматов назвал Новгородско-Софийским сводом.
Первоначально Шахматов датировал этот свод 1448 годом, затем изменил своё мнение и остановился на 1430-х годах, его позицию приняли Д. С. Лихачёв и Я. С. Лурье. Согласно же А. Г. Боброву и Б. М. Клоссу, этот общий источник на самом деле — свод митрополита Фотия 1418 года.

## Старший извод
Летопись старшего извода, представленная двумя списками, полностью опубликована в 2000 году.
- Список М. А. Оболенского. Рукопись в четверть листа, на 463 листах. Написан одним писцом, но с вторжениями ещё трех почерков. Текст кончается описанием событий 1418 года. По водяным знакам датируется концом 1470-х годов, есть приписки о событиях 1481, 1506, 1508 годов. 19 листов из заключительной части рукописи утрачены и при реставрации заменены вставными чистыми. Самое начало рукописи (1 лист) утеряно в обоих списках.
- Список Н. М. Карамзина. Рукопись в четверть листа, на 525 листах. По филиграням датируется 1470-началом 1480-х годов. Кончается событиями 1418 года, на л. 523—525 другим почерком в первой четверти XVI века дописаны статьи за 1418—1425 годы, заимствованные из Московского свода 1479 года.

Вводная часть летописи включает как рассказ из «Повести временных лет», так и введение ко «Временнику» («Яко древле царь Рим…»).
Соотношение объёма текста:
- Вводная часть. Л. 1—5об. (стб. 1—12)
- Текст 852—1110 годов. Л. 5об.—187об. (стб. 12—218)
- Текст 1111—1203 годов. Л. 187об.—218 (стб. 218—253), в XII веке изложение не особенно развёрнуто
- Текст 1204—1304 годов. Л. 218—317об. (стб. 253—368)
- Текст 1305—1418 годов. Л. 317об.—462 (стб. 368—542)

Из ранней части летописи ряд событий не упоминается в «Повести временных лет», но они упомянуты также в Новгородской четвёртой летописи, и позднее большая их часть зафиксированы и в Никоновской:
- Дополнение о новгородском старейшине Гостомысле[1].
- Упоминание о конце «великого круга» в 876 году[2].
- Война Свенельда с уличами под 914 годом[3].
- Упомянуто, что младшего из варягов-христиан, убитых в 983 году, звали Иоанн[4].
- Философ, обращающийся к Владимиру, ошибочно назван Кириллом, что повторено и в Воскресенской летописи[5]. В ранних летописях и в Никоновской имя опущено[6].
- Основание города Владимира и поставление церкви св. Георгия в Киеве в 988 году[7]. Эти сообщения в Никоновской летописи изменены.
- Рассказ о поставлении митрополита Леона и епископа Новгородского Иоакима от патриарха Фотия и о низвержении Перуна в Новгороде, под 989 годом[8]. В Никоновской летописи сообщение изменено, но ошибочное имя патриарха сохранено.
- Болеслав I делает своей наложницей княжну Предславу в 1018 году[9].
- Заточение и смерть новгородского посадника Константина Добрынича[10].
- Смерть новгородского архиепископа (на самом деле епископа) Иоакима в 1030 году[11].
- Поход Улеба на Железные врата в 1032 году[11].
- Женитьба Изяслава Ярославича на сестре польского князя Казимира, ошибочно под 1041 годом[12].
- Приход греческих певцов в Киев в 1052 году[13].
- Гибель новгородского посадника Остромира в походе на чудь, под 1054 годом[14].
- Заточение новгородского епископа Луки в Киеве, его возвращение и смерть[15].

Ряд этих сведений подтверждается и другими источниками, поэтому они в целом считаются достоверными, хотя по некоторым продолжается научная дискуссия.
Следы любопытной недоработки несут тексты Софийской первой летописи за 1077—1090 годы. В тексте есть ряд пропусков, вместо них неоднократные пометки «писано в Киевском» или «ищи в Киевском» (то есть в некоей Киевской летописи).
Соотношение Лаврентьевской летописи с Софийской первой, а также Новгородской первой и Новгородской четвёртой можно представить по данным за 1240—1250-е годы. В Софийской первой ряд имеющихся в Лаврентьевской сведений опущен, но добавлено, в частности, следующее:
- Смерть Вячеслава Прокшинича под 1243 годом. Есть в Н1Л, в Н4Л нет.
- Смерть Феодосии, жены Ярослава Всеволодовича, под 1244 годом. Есть в Н1Л, в Н4Л нет.
- Набег литовцев и победа русских князей под Торопцом под 1245 годом. Есть в Н1Л, а в Н4Л под 1246 годом.
- Указано, что Андрей Ярославич был убит в Швеции, бежав туда после Неврюевой рати, под 1251 годом. В Н4Л кратко указано, что он был убит «чудью», а в Н1Л младшего извода просто указано на убийство[18]; в Н1Л старшего извода этот рассказ вовсе отсутствует.
- Победа над литовцами у Торопца и поход немцев на Псков, под 1253 годом. В Н1Л и Н4Л кратко.
- Волнения в Новгороде из-за введения «числа» от татар, под 1257 и 1259 годами. В Н1Л и Н4Л изложено, но несколько иначе.

Однако 1247, 1248 и 1252 годы в С1Л оставлены пустыми, и ничего не сказано про княжение Михаила Ярославича.
В состав текста Софийской первой летописи входят:
- Перечень князей, митрополитов и епископов, под 897 годом (стб. 18—21)
- Русская Правда, под 1019 годом (стб. 133—153)
- «Закон судный людем», там же (стб. 153—172)
- «Повесть о взятии Царьграда фрягами», а также об иконе Одигитрии, под 1204 годом (стб. 253—260)
- Повесть о битве на Липице (стб. 263—274)
- Повесть о битве на Калке (стб. 275—282)
- Повесть о нашествии Батыя (стб. 288—300)
- Рассказ о Невской битве (стб. 303—310)
- Рассказ о Чудской битве (стб. 312—315)
- Повесть о смерти Михаила Черниговского (стб. 318—325)
- Рассказ о смерти Александра Невского, ошибочно помещен под 1251 годом (стб. 329—330)
- Повесть о смерти Михаила Ярославича Тверского (стб. 375—396)
- Послание Василия, архиепископа Новгородского, к Феодору, епископу Тверскому, о земном рае, под 1347 годом (стб.422-428)
- «Рукописание Магнуша», под 1352 годом (стб. 429—431)
- Небольшие рассказы об осаде Твери (1375) (стб. 445—448), о битве на Пьяне (стб. 451—452), о битве на Воже (стб. 452—454)
- Рассказ о Донском побоище (стб. 455—470)
- Повесть о нашествии Тохтамыша (стб. 471—483)
- Рассказ о походе Дмитрия Ивановича на Новгород, под 1386 годом (стб. 486—489)
- Повесть о житии и о преставлении Дмитрия Ивановича (стб. 491—507)
- Рассказ о битве на Ворскле (стб. 516—518), о смерти Михаила Тверского (стб. 518—521)
- Духовная грамота Киприана (стб. 526—530)
- Грамота Фотия о Григории Цамблаке, под 1417 годом (стб. 538—540)

Рассказ о нашествии Едигея очень краток (стб. 532).

## Младший извод
К младшему изводу с оговорками можно отнести 12 списков:
1. Толстовский — конец 1460-х — начало 1470-х годов. Обрывается на середине статьи 6926 (1418) года. Шибаев полагает, что, список происходит из Кирилло-Белозерского монастыря. Высокий уровень письма и декора позволяет предположить, что рукопись изготавливалась как подносная книга. 
2. Бальзеровский — конец 60-х — первая половина 70-х годов XV века. Содержит 346 листов, писан в два столбца полууставом. Листы 1—319 содержат Софийскую первую летопись. Основная часть летописи заканчивается на 1456 годе, затем идут не связанные друг с другом и хронологически неупорядоченные статьи 6969 (1461), 1467, 1464, 1460, 1462 (о смерти Василия II) и 6979 (1471) годов. Затем на дополнительной тетради идут дополнительные статьи до 7026 (1518) года с лакунами из-за утраты листов. Шибаев полагает, что, возможно, список происходят из Кирилло-Белозерского монастыря. Список, принадлежавший Бальзеру, был приобретен Археографической комиссией.
3. ГИМ — 60-е — 70-е годы XV века. Представляет собой выписки различных произведений из текста Софийской летописи младшего извода: Правду Русскую, «Закон Судный людем», «Батыево прихождение на землю русскую» (годовые статьи 6745—6747 (1237—1239) годов), «Побоище великого князя Дмитрия Ивановича на Дону с Мамаем» (статья 6888 (1380) года), «Слово о житии Дмитрия Ивановича» и отрывки годовых статей за 6923 (1415) и 6925 (1417) годы.
4. РГБ — начало XVI века. Обрывается на середине годовой статьи 6888 (1380) год.
5. Царского — начало XVI века. Доведен до 7017 (1508) года. Пропущены все юридические документы под 6527 (1019) годом. До конца XIV века близок Бальзеровскому, затем начинает расходиться с ним из-за влияния летописи, близкой к Погодинскому виду Сокращенного свода конца XV века и записей московского великокняжеского летописания до 1508 года.
6. БАН — 30-е — 40-е годы XVI века. Фрагмент до 6532 (1024) года.
7. Воскресенский (в первых изданиях — Синодальный) список — 40-е — 50-е годы XVI века. С 1392 (6900) года до статьи 6931 (1423) года соединён с Софийской второй летописью. При этом известия из Софийской первой летописи младшего извода обычно не сокращались и заменялись лишь в том случае, если Софийская вторая летопись то же событие описывала более подробно. После 1423 года сходство с другими списками младшего извода прекращается, и идет текст Софийской второй летописи, продолженный до 1534 года.
8. Копенгагенский — по Боброву, вторая половина 40-х годов XVII века. Софийская летопись содержится на лл. 64—458 и доходит до 6889 (1381) года.
9. Ундольского — рубеж XVI—XVII веков или начало XVII века (по филиграням). Входит в состав сборника, происходящего, по Клоссу, из Троице-Сергиева монастыря. Фрагмент Софийской первой летописи младшего извода занимает первые 184 листа этого сборника. Фрагмент начинается с рассказа о крещении Ольги под 6463 (955) годом и обрывается на статье 6827 (1319) года, которая содержит «Повесть об убиении тверского князя Михаила Ярославича».
10. Воронцовский — 20-е годы XVII века. Совпадает с остальными списками до 1423 года, после чего следует текст типа Вологодско-Пермской летописи, доведенный до 6994 (1486) года.
11. Горюшкинский — 50-е годы XVIII века. Точная копия Бальзеровского, копирует все его лакуны и дефекты. Был снят с Бальзеровского списка в то время, когда тот ещё не был попорчен, и сохраняет часть утраченного текста, а также содержит продолжение за 7026—7031 (1518—1523) годы, причем статья 7030 года следует после 7031 года. Содержит 241 нумерованный лист и 4 ненумерованных чистых листа. Лл. 2—220 содержат Софийскую первую летопись младшего извода.
12. Мазуринский — середина XVI века, 47 листов, сильно повреждённый фрагмент от выбора веры Владимиром под 6494 (986) годом до ослепления Василька Теребовльского под 6606 (1098) годом. По И. Л. Жучковой, содержит чтения, отличные от других списков.
Софийская летопись младшего извода по Толстовскому и Воскресенскому спискам была опубликована Строевым в 1820—1821 годах. На листе при верхней крышке переплета книги, поступившей в Императорскую Публичную библиотеку (ныне Российская национальная) в 1830 году в составе собрания графа Ф. А. Толстого, сохранилась собственноручная запись П. М. Строева о начале печатания 10 октября 1819 года и окончании 26 марта 1820 года. Текст по Толстовскому списку и ряду других списков был опубликован в томах 5—6 ПСРЛ в 1851—1853 годах. Список Царского был опубликован в т. XXXIX ПСРЛ в 1994 году. Мазуринский список опубликован Жучковой в 2014 году.
Шибаев на основании текстологических и кодикологических данных сделал вывод, что для реконструкции архетипного теста Софийской летописи младшего извода (т.е. протографа всех списков этой редакции) важны только 4 списка: Бальзеровский, Толстовский, Воронцовский и ГИМ . Все остальные списки восходят к этим четырем и являются вторичными. Шибаев также подтвердил вывод Шахматова о том, что Софийская летопись старшего извода полнее, чем Софийская летопись младшего извода передает их общий протограф.

## Издания
- Софийский временник, или Русская летопись с 862 по 1534 г. / Издал П. Строев. Ч. 1. М., 1820. Ч. 2. М., 1821.
- Полное собрание русских летописей. Т. 5. Псковская 2-я и Софийская 1-я летописи. СПб, 1851. 286 с. (с пропусками текста)
- ПСРЛ. Т.6. Софийские летописи. СПб., 1853 (окончание Бальзеровского и Горюшкинского списков, прибавления, содержащиеся в различных списках).
- ПСРЛ. Т.5. Вып.1. Софийская 1-я летопись. Изд. 2-е. Л., 1925. (выпуск 2 не издан).
- Софийская первая летопись старшего извода. (ПСРЛ. Т. VI. Вып.1). М., Языки русской культуры. 2000. 320 с. (новое издание по рукописям, с предисловием Б. М. Клосса)
- ПСРЛ. Т. XXXIX. Софийская первая летопись по списку И. Н. Царского. / Ред. В. И. Буганов, Б. М. Клосс. М., Наука. 1994. 204 с.